# Toxorhynchites metallicus
Toxorhynchites metallicus är en tvåvingeart som beskrevs av George Frederick Leicester 1904. Toxorhynchites metallicus ingår i släktet Toxorhynchites och familjen stickmyggor. Inga underarter finns listade i Catalogue of Life.